# Stadion Żetysu
Stadion Żetysu – wielofunkcyjny stadion w Tałdykorganie, w Kazachstanie. Został wybudowany w 1982 roku. Swoje mecze rozgrywa na nim drużyna Żetysu Tałdykorgan. Obiekt może pomieścić 5550 widzów.